# Südslawen

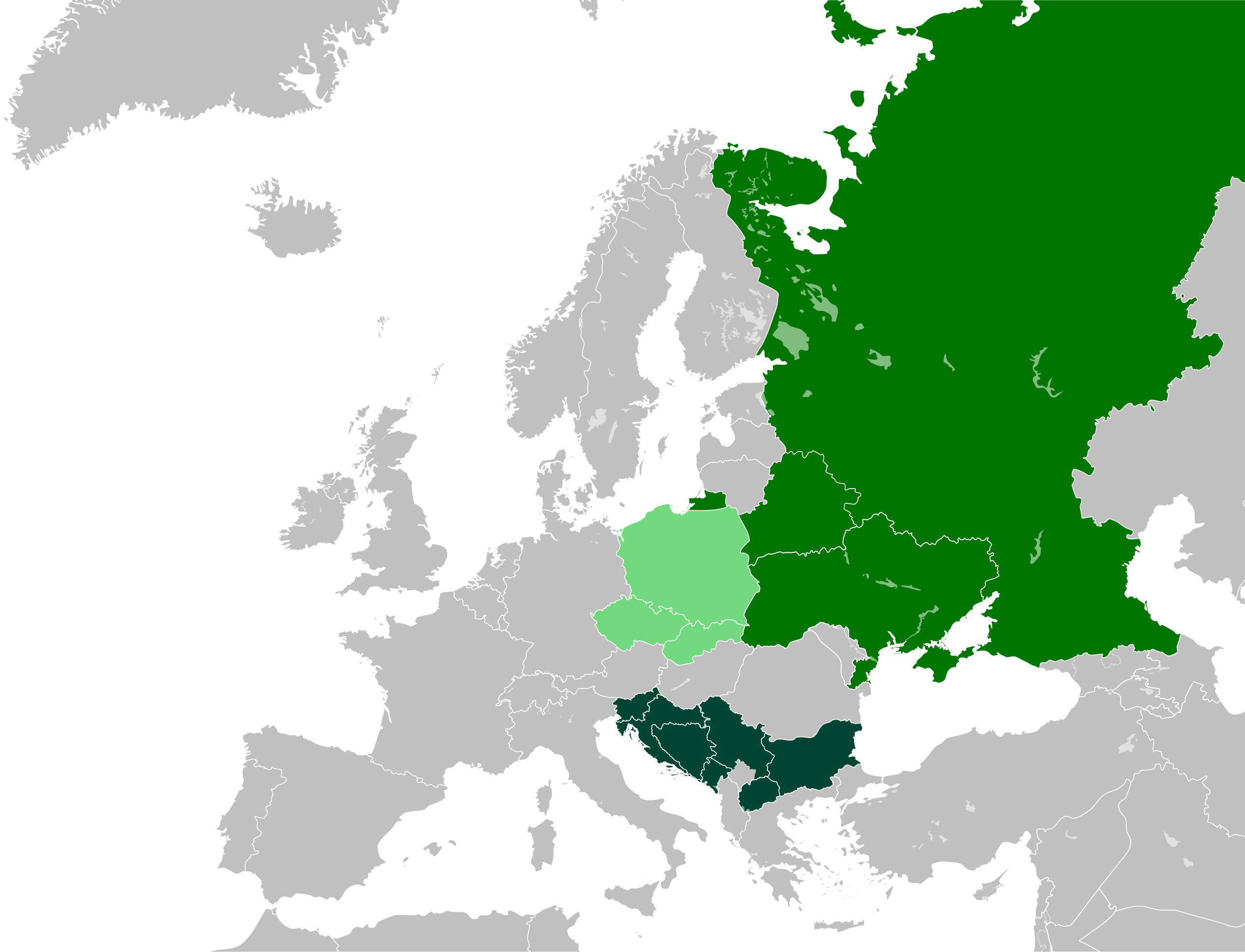
Staaten mit mehrheitlich slawisch sprechender Bevölkerung:
Ostslawen
Westslawen
Südslawen

Die Südslawen (slawisch: Jug = Süden, daher teilweise auch Jugoslawen) sind die in Südosteuropa lebenden slawischen Völker. Sie leben seit dem 10. Jahrhundert räumlich von den West- und Ostslawen getrennt (durch Deutsche, Magyaren und Rumänen).

## Ethnien
Zu den Südslawen werden heute gerechnet:
- Bosniaken 2
- Bulgaren
- Bunjewatzen
- Goranen 2
- Kroaten
- Mazedonier
- Montenegriner
- Pomaken 2
- Serben
- Slowenen
- Torbeschen 2

Zu den südslawischen Stämmen zählten im 7. und 8. Jahrhundert zudem:
- Seweren
- Smoljanen
- Strumjanen
- Braničevci
- Timotschani

## Geschichte

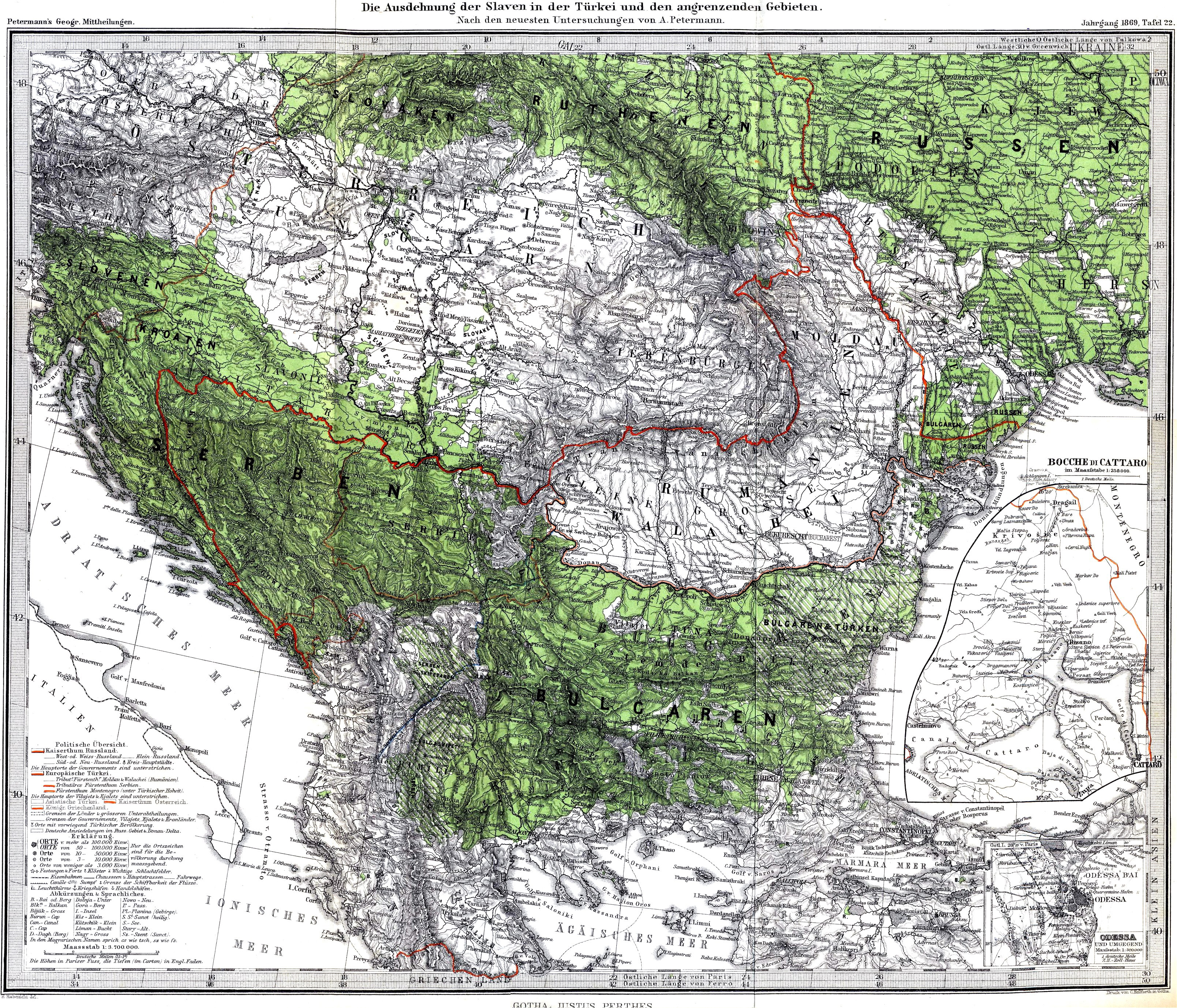
Die Slawen in Südosteuropa (1869)

In der ausgehenden Spätantike, im 6. Jahrhundert, rückten die Slawen über die untere (im 5. Jahrhundert von den Westgoten verlassene) Donau nach Moesia, Thrakien, Illyrien, Makedonien und bis zur Peloponnes vor. Der Kirchenhistoriker Johannes von Ephesos berichtet von einer großen slawischen Invasion seit 581, die erstmals eine dauerhafte Niederlassung zum Ziel gehabt habe. Tatsächlich begannen sich bald darauf die Slawen auf dem Balkan anzusiedeln, was jedoch durch die Balkanfeldzüge des Maurikios beinahe zur Episode wurde. Im 7. Jahrhundert vollzog sich der größte Teil der Landnahme der Slawen auf dem Balkan (siehe auch Sklavinien), was jedoch nicht zur völligen Beseitigung der ursprünglichen Bevölkerung führte. Die genauen Prozesse der slawischen „Landnahme“ sind hierbei Gegenstand angeregter wissenschaftlicher Diskussionen, in die auch politische und nationale Motive einfließen. Als Beispiel sei hier nur die überholte These von Fallmerayer genannt, wonach es sich bei den modernen Griechen ausschließlich um hellenisierte Slawen handele.
Ab der Mitte des 6. Jahrhunderts siedelten Slawen auch im Ostalpenraum. Die Wanderung der Langobarden nach Italien (568) begünstigte die Besiedlung großer Teile Pannoniens durch Slawen. Um 600 kämpften Alpenslawen, Vorfahren der heutigen Slowenen, gegen Bajuwaren an der oberen Drau und stießen bis Italien vor. Ihre Ausbreitung wurde mit einer Kette langobardischer Festungen (Limes Langobardorum) entlang des Ostrandes von Friaul aufgehalten.
Laut dem byzantinischen Kaiser Konstantin VII. drangen die Kroaten und Serben in der ersten Hälfte des 7. Jahrhunderts über die Donau und siedelten sich nach Vertreibung der Awaren in Pannonien, Dalmatia und im übrigen Illyricum an.
In der 2. Hälfte des 7. Jahrhunderts kam ein Teil der Protobulgaren auf der östlichen Balkanhalbinsel an und gründete dort 681 das Bulgarische Reich, wobei sich das asiatische Reitervolk sehr schnell mit der ursprünglichen slawischen Bevölkerung vermischte und das heutige slawische Volk der Bulgaren bildete.
Ende des 7. Jahrhunderts waren die großen westlichen und südlichen Wanderungen der Slawen abgeschlossen.